# ジョージ・ウォーカー＝アーノット

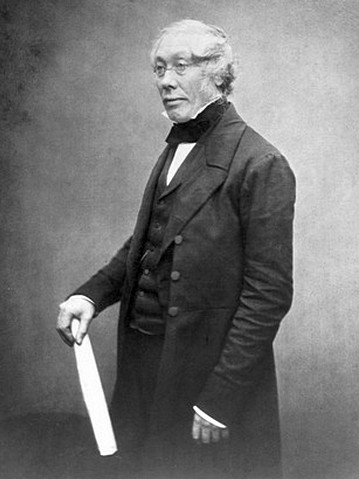
ジョージ・ウォーカー＝アーノット

ジョージ・ウォーカー＝アーノット（George Arnott Walker-Arnott of Arlary FRSE、1799年2月6日 - 1868年4月17日）は、スコットランドの植物学者である。

## 略歴
エディンバラで生まれた。父親はスコットランドの名家のDavid Walker Arnott of Arlaryである。1813年にエディンバラ大学に入学し学位（M,A,）を取得した。法律を学び、1821年に弁護士養成機関（faculty of advocates）に入所するが、法律家に興味を持てず、植物学に転じた。植物学者のロバート・ワイトやロバート・ケイ・グレヴィルと親しくなり、ウィリアム・ジャクソン・フッカーと知り合った。1821年からパリの園芸商で働き、いくつかの論文を書き、スペインやロシアを旅した後、スコットランドに戻り結婚した。
1830年から、フッカーとイギリス海軍のフレデリック・ウィリアム・ビーチーの探検航海で集められた植物の分類・研究を行った。またロバート・ワイトがインドで集めた植物標本を研究し、ワイトの"Illustrations of Indian Botany"や"Prodromus Floræ peninsulæ Indiæ Orientalis"などの出版に貢献した。1839年にグラスゴー大学の植物学の講師となり、1845年にフッカーの後を継いで、 グラスゴー大学の植物学の欽定教授職に就任した。
ラン科の植物の属名、Arnottia などに献名されている。

## 著作
- Disposition méthodique des espèces de mousses, 1825
- Tentamen methodi muscorum (グレヴィルと共著), 1826
- The botany of Captain Beechey's voyage, 1830–1841 (W.J.フッカーと共著)
- Prodromus florae peninulae Indiae orientalis (ワイトと共著), 1834